# Мартинуччо, Алехандро
Алеха́ндро Эрна́н Мартину́ччо (исп. Alejandro Hernán Martinuccio; 16 декабря 1987, Буэнос-Айрес, Аргентина) — аргентинский футболист, нападающий клуба «Комуникасьонес» (Буэнос-Айрес).

## Карьера
Мартинуччо — воспитанник футбольных школ «Ривер Плейта» и «Нуэва Чикаго». В составе последнего Алехандро начал профессиональную карьеру в 2007 году.
В 2009 году Мартинуччо подписал контракт с уругвайским «Пеньяролем», вместе с которым выиграл уругвайскую Примеру. Также в 2011 он дошёл с клубом до финала Кубка Либертадорес, где его команда уступила «Сантосу». Сам Мартинуччо забил два мяча в двух финальных матчах.
После финала главного континентального клубного турнира Алехандро перебрался в Бразилию, а именно в клуб «Флуминенсе». В январе 2012 испанский «Вильярреал» взял Мартинуччо в аренду сроком на полгода. В Испании аргентинец в 13 матчах Примеры отметился одним забитым голом.
После возвращения из Испании Мартинуччо вновь был отдан в аренду, на этот раз в «Крузейро», сроком на год, с правом выкупа. В 2013 году стал вместе с «лисами» чемпионом Бразилии. В 2014 году был отдан в аренду в «Коритибу». В 2016 году подписал контракт с «Шапекоэнсе». Из-за травмы не сыграл ни одного матча. По этой же причине не полетел на финальную игру Южноамериканского кубка 2016 в Медельин, где погибла почти вся команда. 5 декабря КОНМЕБОЛ признал «Шапекоэнсе» победителем Южноамериканского кубка.
После возрождения команды Мартинуччо не часто появлялся на поле. Он трижды выходил на замену в ходе Лиги Катариненсе 2017 года. В марте того же года игрок и клуб разорвали контракт по обоюдному согласию. Позже, в мае, «Шапекоэнсе» завоевал титул чемпиона штата.

## Титулы
- Чемпион Уругвая (1): 2009/10
- Чемпион Бразилии (1): 2013
- Чемпион штата Санта-Катарина (1): 2017 (постфактум)
- Финалист Кубка Либертадорес (1): 2011
- Обладатель Южноамериканского кубка (1): 2016 (был в заявке, из-за травмы не сыграл ни одного матча)